# Anemone coelestina
Anemone coelestina är en ranunkelväxtart som beskrevs av Adrien René Franchet. Anemone coelestina ingår i släktet sippor, och familjen ranunkelväxter.

## Underarter
Arten delas in i följande underarter:
- A. c. holophylla
- A. c. linearis